# Leuctra anatolica
Leuctra anatolica är en bäcksländeart som beskrevs av Kazanci 1986. Leuctra anatolica ingår i släktet Leuctra och familjen smalbäcksländor. Inga underarter finns listade i Catalogue of Life.